# Sühnestein Selow

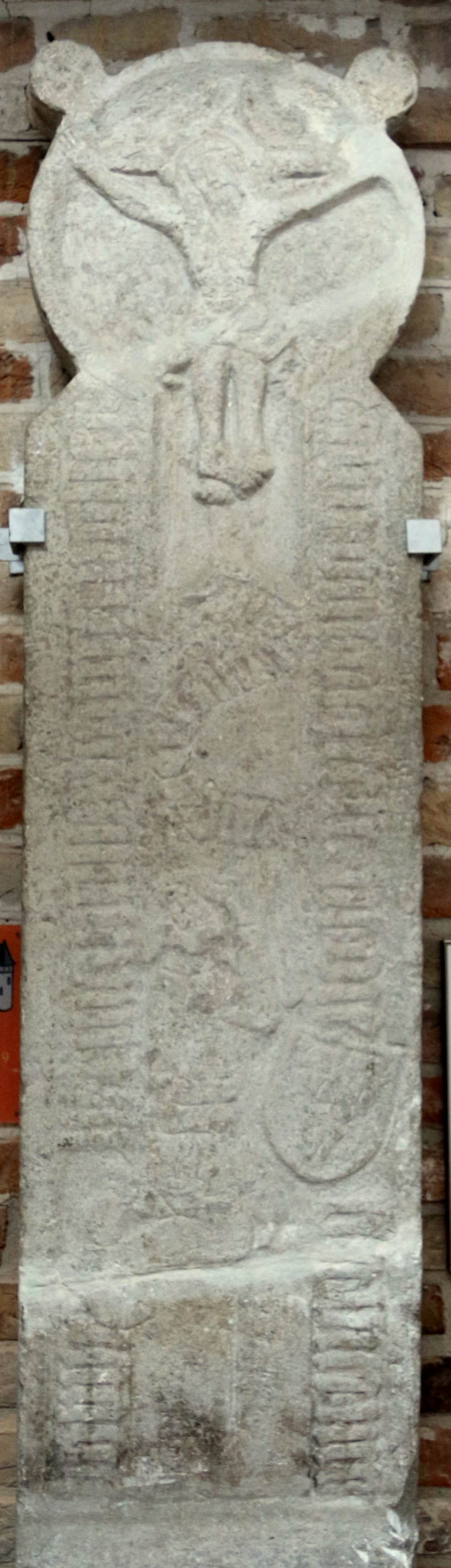
Sühnestein Selow

Der Sühnestein von Selow ist ein mittelalterlicher Mordstein, der an die Ermordung des Lübecker Kaufmanns Hermann Lameshovet im Jahr 1399 erinnert. Ursprünglich aus Granit gefertigt, stand der Stein im Ort Selow an der Landstraße L 131 im Amt Bützow-Land. Heute befindet sich das Original im Heimatmuseum Bützow, während eine Nachbildung im Jahr 2017 zwischen Orten Selow und Klein Belitz aufgestellt wurde.

## Geschichte
Hermann Lameshovet war ein Kaufmann aus Lübeck. Der Grund, weshalb er an diesem Ort erschlagen wurde, ist nicht überliefert. Bis 1972 befand sich der Sühnestein an seinem ursprünglichen Standort auf der Selower Feldmark (Erbpachthufe Nr. 3, nahe dem Bauernhof). Bei Feldarbeiten wurde er jedoch umgestoßen und dabei beschädigt.

### Bedeutung
Sühnesteine wurden an den Orten errichtet, an denen ein Mord stattfand. Man nimmt an, dass der Mörder nach dem Gerichtsurteil die Verantwortung für das Aufstellen des Sühnesteins übernahm. Die Errichtung solcher Steine war vom Mittelalter bis in die frühe Neuzeit gängige Praxis. Im norddeutschen Raum zeichnen sich die Sühnesteine durch ihre flache und hohe Form aus. Häufig zeigen sie Szenen der Kreuzigung und sind mit spezifischen Inschriften versehen.

## Erscheinungsbild
Der aus hellem, quarzreiche Granit hat am Kopf zwei ohrenförmige Ansätze. Die Hauptseite des Steines war nach Norden gerichtet. In der Rundung des Kopfes ist Christus am Kreuze erhaben ausgehauen. Auf der Vorderseite kniet in der Mitte eine männliche Figur, ohne Waffen und Schmuck, die ihre Hände betend zum Kruzifix emporhebt. Vor dem Mann ein schräg gestelltes Wappenschild mit 3 Lammköpfen.

### Inschrift
Die Inschrift ist in gotischen Minuskeln:
Die Inschrift Übersetzt:
Dazu, über der Figur im geschlungenen Bande steht zweimal das Spruchband (Vorderseite und der Rückseite je einmal): 
Das Spruchband Übersetzt:

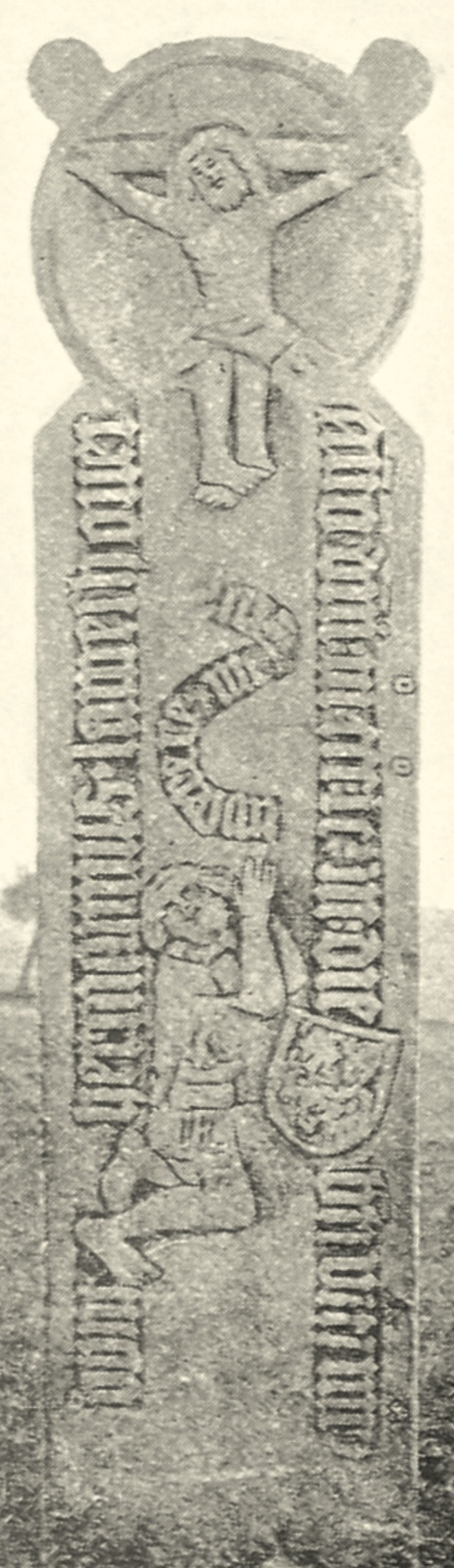
Vorderseite
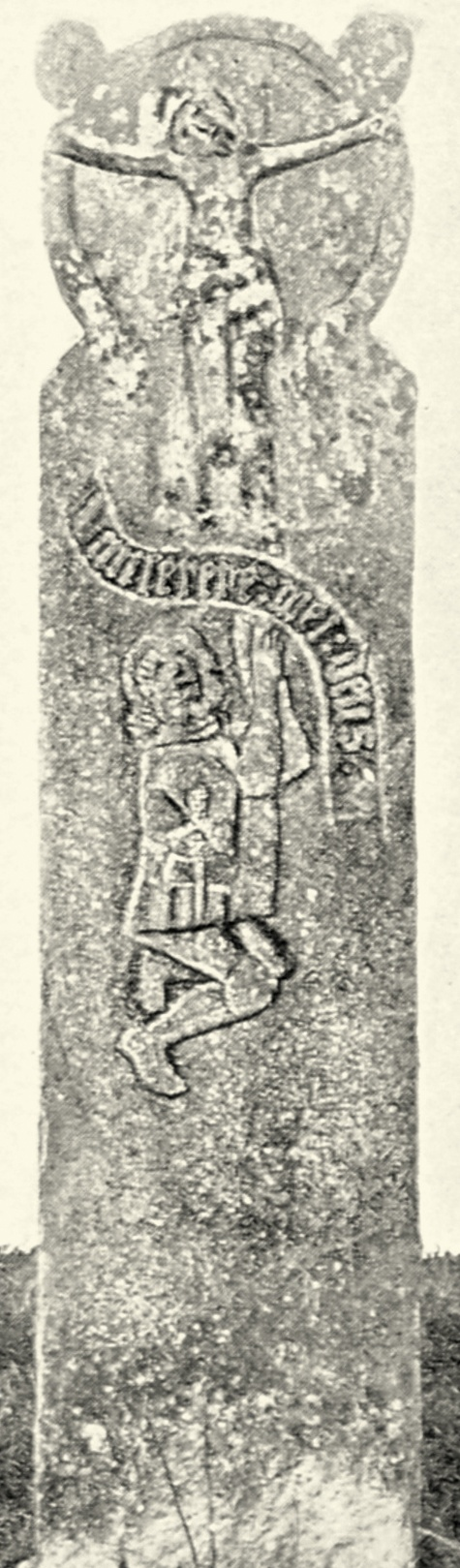
Rückseite

### Nachbildung des Sühnesteins
Im Jahre 2017 würde eine originalgetreue Nachbildung des Gedenksteins an der Landstraße L 131 zwischen Selow und Klein Belitz aufgestellt.